# غدير أسيري
غدير محمد محمود أسيري (17 نوفمبر 1977 -)؛ وزيرة كويتية سابقة، شغلت منصب وزير الشؤون الاجتماعية سابقا 2019 ، ترشحت سابقاً للمجلس الأمة ولم تنجح.

## السيرة الذاتية
غدير محمد محمود غلوم رضا أسيري، ناشطة وأكاديمية وسياسية كويتية، خاضت انتخابات مجلس الأمة عام 2016، تخرجت من جامعة الكويت بعد حصولها على درجة الليسانس في الفلسفة من كلية الآداب، حصلت على الماجستير من جامعة بنسلفانيا بالولايات المتحدة الأمريكية في مجال الخدمة العامة، حصلت على درجة الدكتوراة من جامعة سوانزي المملكة المتحدة في مجال السياسة الاجتماعية، وهي سياسية ليبرالية مستقلة، بخصوص الحالة الاجتماعية فهي متزوجة ولديها ابن يدعى جبريل، اختيرت وزير الشؤون الاجتماعية والعمل في الحكومة الكويتية برئاسة سمو الشيخ صباح الخالد بتاريخ 17 ديسمبر 2019.

## المؤهلات العلمية
- حصلت على شهادة البكالوريوس في تخصص الفلسفة من جامعة الكويت سنة 2002.[4]
- حصلت على شهادة الماجستير في الخدمة والسياسة الاجتماعية سنة 2008 من كلية برينمار، الولايات المتحدة الامريكية.
- حصلت على الدكتوراه في السياسة الاجتماعية سنة 2016 من جامعة سوانزي، المملكة المتحدة.

## ترشحها لأنتخابات مجلس الأمة
- ترشحت عن الدائرة الأولى لانتخابات مجلس الامة 2016 وخسرت بالمراكز المتأخرة حيث حصلت على المركز 20 بعدد 1039 اصوات.[5] كما خاضت انتخابات مجلس الأمة 2020 وحصلت على المركز 19 بعدد 1119 أصوات.[6] شاركت في انتخابات مجلس الأمة الكويتي 2022 عن الدائرة الأولى وحصلت على المركز السابع عشر برصيد 1,075 صوت وخسرت الانتخابات.[7]

## اثارة الجدل بعد تعيينها

### حذف حسابها في تويتر
بعد تعيينها عضو في مجلس الوزراء كوزيرة الدولة لشؤون الاجتماعية حذفت صفحتها بالتويتر لحظة الإعلان، وهو إجراء شكل صدمة لكثيرين كانوا يؤمنون بطرحها الجريء وسبب هذا القرار عدم الوثوق بها، ولكن تم تسريب بعض من التغريدات السابقة والتي سببت اثارة جدل بالمجتمع واعلن بعض أعضاء المجلس محاسبة الحكومة في حال صحة الكلام، وقد تكون بداية ازمة بين مجلس الامة والحكومة الجديدة.

## التهديد باستجواب رئيس الحكومة
أعلن النائب محمد المطير استجواب إلى رئيس الوزراء الشيخ صباح الخالد الحمد الصباح وقال «إلى الاخ الفاضل رئيس الوزراء، لك فرصة إلى جلسة القسم لنزع فتيل أزمة في بداية مشوارك. ان أقسمت الوزيرة د.غدير اسيري في الجلسة، فسأتقدم مباشرة باستجواب لك بتعريض مصالح البلاد والعباد للخطر»، وتم تأييد المحاسبة من قبل نواب مجلس الأمة فور اعلان الاستجواب ومنهم: محمد هايف، رياض العدساني، عادل الدمخي، أسامة الشاهين والكثير من النشطاء السياسيين.

## استجوابها واستقالتها
مع تأكيد الدكتور عادل الدمخي أن استجوابه لها بسبب فقدانها المصداقية (لا) لآراؤها الشخصية، تقدم عشرة نواب طلب طرح ثقة بها بعد انتهاء الاستجواب، وحينها قال رئيس المجلس مرزوق الغانم: إن الاستجواب انتهى بتقديم طلب طرح ثقة موقع من 10 نواب، وإنه أدرج بجلسة 4 فبراير للتصويت عليه.
وبتاريخ 30 يناير 2020 تقدمت الوزيرة اسيري باستقالتها، قبل جلسة حجب الثقة عنها، والمقرر في جلسة مجلس الأمة الكويتي يوم 4 فبراير 2020.

## وصلات خارجية
- الأسماء الرسمية للوزراء في الحكومة الكويتية